# 小花毛建草
小花毛建草（学名：Dracocephalum microflorum）为唇形科青兰属下的一个种。

## 扩展阅读
- 維基物種上的相關：小花毛建草